# I Can Do Better
«I Can Do Better» es el sexto sencillo del álbum The best damn thing de Avril Lavigne, el cual fue escrito por ella y por Lukasz Gottwald; la canción tiene una duración de 3:17, y en el disco es el track número dos. Esta es la canción favorita de la artista.
La canción tiene dos versiones: una "clean" y otra "explicit".
En la "explicit" usa la palabra shit (mierda) que es remplazada en la "clean" por it shhh (eso shhh), en las frases (explicit version) "I'm sick of this shit don't deny" y "you are so full of shit I can't stand", y en la "clean" "I'm sick of it shhh don't deny" y "you are so full of it I can't stand."

## Posicionamiento
| Listas (2007)         | Posiciones |
| --------------------- | ---------- |
| U.S Billboard Hot 100 | 99         |